# ¿No hay quien nos desate?
N'y a-t-il personne pour nous délier ?
L'eau-forte ¿No hay quién nos desate? (en français N'y a-t-il personne pour nous délier ?) est une gravure de la série Los caprichos du peintre espagnol Francisco de Goya. Elle porte le numéro 75 dans la série des 80 gravures. Elle a été publiée en 1799.

## Interprétations de la gravure
Il existe divers manuscrits contemporains qui expliquent les planches des Caprichos. Celui qui se trouve au musée du Prado est considéré comme un autographe de Goya, mais semble plutôt chercher à dissimuler et à trouver un sens moralisateur qui masque le sens plus risqué pour l'auteur. Deux autres, celui qui appartient à Ayala[Qui ?] et celui qui se trouve à la Bibliothèque nationale, soulignent la signification plus scabreuse des planches.
- Explication de cette gravure dans le manuscrit du musée du Prado :
¿Un hombre y una mujer atados con sogas y forcejeando por soltarse y gritando que los desaten a toda prisa?. O yo me equivoco o son dos casados por fuerza.
(« Un homme et une femme attachés avec des cordes et s'efforçant de se libérer et criant qu'on les détache promptement. Ou je me trompe, ou il s’agit de mariés de force. »)[3].
- Manuscrit de Ayala :
Dos casados por fuerza o dos amancebados.
(« Deux mariés par force ou deux amants. »)[3].
- Manuscrit de la Bibliothèque nationale d'Espagne :
Dos jóvenes amancebados en vano intentan desatarse por sí mismos: mas nudos se dan.
(« Deux jeunes amants essaient en vain de se détacher par eux-mêmes : mais les nœuds sont donnés. »)[3].

## Technique de la gravure

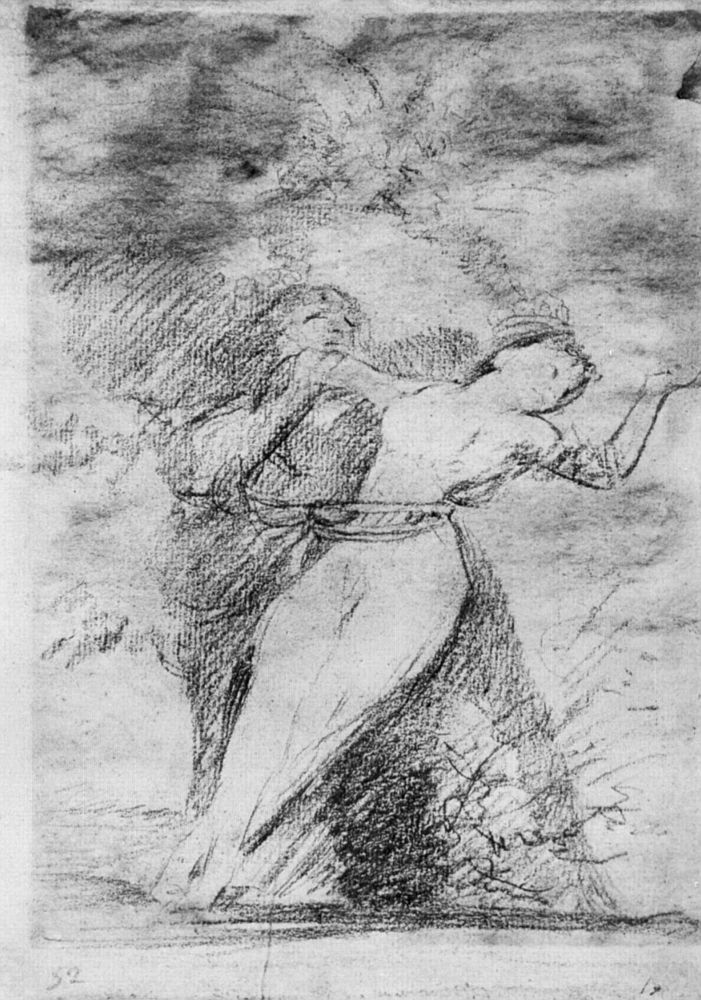
Dessin préparatoire.

L'estampe mesure 213 × 149 mm sur une feuille de papier de 306 × 201 mm.
Goya a utilisé l'eau-forte et l'aquatinte brunie. Dans l'angle supérieur droit : « 75 ».
Le dessin préparatoire est à la sanguine. Dans l'angle inférieur gauche, au crayon : « 52 ». Dans l'angle inférieur droit, au crayon : « 15 ». Le dessin préparatoire mesure 204 × 142 mm.

## Catalogue
- Numéro de catalogue G02163 de l'estampe au Musée du Prado.
- Numéro de catalogue D04227 du dessin préparatoire au Musée du Prado.
- Numéro de catalogue 51-1-10-75 de l'estampe au Musée Goya de Castres.
- Numéros de catalogue ark:/12148/btv1b84518898 et ark:/12148/btv1b8451888v de l'estampe chez Gallica.